# George Clymer (Politiker)

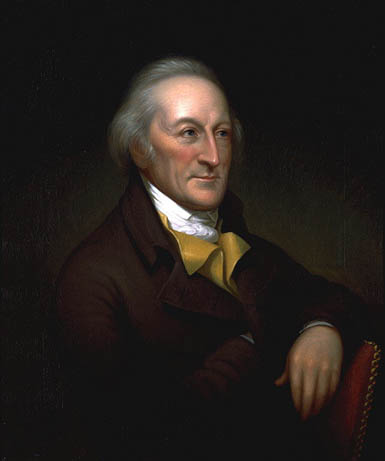
George Clymer

George Clymer (* 16. März 1739 in Philadelphia, Province of Pennsylvania, Kolonie des Königreichs Großbritannien; † 23. Januar 1813 in Morrisville, Pennsylvania, USA) war ein US-amerikanischer Politiker und einer der Gründerväter der Vereinigten Staaten.

## Leben
Clymer wurde in jungen Jahren Waise und ging bei einem Onkel väterlicherseits in die Lehre zum Kaufmann. Er war ein Patriot und Anführer der Demonstrationen in Philadelphia aus Anlass des Teegesetzes und des Stempelgesetzes. 1773 wurde er Mitglied des Sicherheitskomitees in Philadelphia, ehe er von 1776 bis 1777 sowie von 1780 bis 1782 als Delegierter am Kontinentalkongress teilnahm. Er war Abgeordneter im Repräsentantenhaus von Pennsylvania, Steuerbeamter und Bundes-Indianer-Beauftragter von 1781 bis 1796. Clymer unterzeichnete für Pennsylvania die Unabhängigkeitserklärung der Vereinigten Staaten. Er wurde 1789 in das erste US-Repräsentantenhaus gewählt. Clymer teilte seine Pflicht als Schatzmeister des Kontinentalkongresses mit Michael Hillegas, dem ersten Treasurer of the United States. Seit 1786 war er gewähltes Mitglied der American Philosophical Society.
Clymer war der erste Präsident der Philadelphia Bank und der Philadelphiaer Akademie der Schönen Künste sowie Vizepräsident der Philadelphiaer Gesellschaft für Landwirtschaft. Als der Kongress ein Gesetz verabschiedete, das 1771 Spirituosen, die in den USA destilliert wurden, mit einer Abgabe belegte, war George Clymer Chef des ausführenden Departements in Pennsylvania. Er war außerdem einer der Bevollmächtigten für die Aushandlung eines Vertrages zwischen den Cherokee und den Muskogee am 29. Juni 1796. Er wird zudem als Gründer von Indiana Borough angesehen.